# Grand Prix Wielkiej Brytanii 2024
Grand Prix Wielkiej Brytanii 2024, oficjalnie Formula 1 Qatar Airways British Grand Prix 2024 – dwunasta runda Mistrzostw Świata Formuły 1 w sezonie 2024. Grand Prix odbyło się w dniach 5–7 lipca 2024 na torze Silverstone Circuit w Silverstone. Wyścig wygrał Lewis Hamilton (Mercedes), a na podium stanęli kolejno: Max Verstappen (Red Bull Racing) i Lando Norris (McLaren). Dla Brytyjczyka było to 104 zwycięstwo w karierze oraz rekordowe dziewiąte zwycięstwo na jednym torze.

## Lista startowa
Na niebieskim tle kierowcy biorący udział jedynie w piątkowych treningach.
| Nr          | Kierowca         | Zespół                        | Samochód                          | Silnik              | Opony |
| ----------- | ---------------- | ----------------------------- | --------------------------------- | ------------------- | ----- |
| 1           | Max Verstappen   | Oracle Red Bull Racing        | Red Bull RB20                     | Honda RBPTH002      | P     |
| 2           | Logan Sargeant   | Williams Racing               | Williams FW46                     | Mercedes-AMG F1 M15 | P     |
| 3           | Daniel Ricciardo | Visa Cash App RB F1 Team      | RB VCARB 01                       | Honda RBPTH002      | P     |
| 4           | Lando Norris     | McLaren Formula 1 Team        | McLaren MCL38                     | Mercedes-AMG F1 M15 | P     |
| 10          | Pierre Gasly     | BWT Alpine F1 Team            | Alpine A524                       | Renault E-Tech RE24 | P     |
| 11          | Sergio Pérez     | Oracle Red Bull Racing        | Red Bull RB20                     | Honda RBPTH002      | P     |
| 14          | Fernando Alonso  | Aston Martin Aramco F1 Team   | Aston Martin AMR24                | Mercedes-AMG F1 M15 | P     |
| 16          | Charles Leclerc  | Scuderia Ferrari HP           | Ferrari SF-24                     | Ferrari 066/12      | P     |
| 18          | Lance Stroll     | Aston Martin Aramco F1 Team   | Aston Martin AMR24                | Mercedes-AMG F1 M15 | P     |
| 20          | Kevin Magnussen  | MoneyGram Haas F1 Team        | Haas VF-24                        | Ferrari 066/10      | P     |
| 22          | Yūki Tsunoda     | Visa Cash App RB F1 Team      | RB VCARB 01                       | Honda RBPTH002      | P     |
| 23          | Alexander Albon  | Williams Racing               | Williams FW46                     | Mercedes-AMG F1 M15 | P     |
| 24          | Zhou Guanyu      | Stake F1 Team Kick Sauber     | Kick Sauber C44                   | Ferrari 066/12      | P     |
| 27          | Nico Hülkenberg  | MoneyGram Haas F1 Team        | Haas VF-24                        | Ferrari 066/10      | P     |
| 31          | Esteban Ocon     | BWT Alpine F1 Team            | Alpine A524                       | Renault E-Tech RE24 | P     |
| 37          | Isack Hadjar     | Oracle Red Bull Racing        | Red Bull RB20                     | Honda RBPTH002      | P     |
| 44          | Lewis Hamilton   | Mercedes-AMG PETRONAS F1 Team | Mercedes-AMG F1 W15 E Performance | Mercedes-AMG F1 M15 | P     |
| 45          | Franco Colapinto | Williams Racing               | Williams FW46                     | Mercedes F1 M15     | P     |
| 50          | Oliver Bearman   | MoneyGram Haas F1 Team        | Haas VF-24                        | Ferrari 066/10      | P     |
| 55          | Carlos Sainz Jr. | Scuderia Ferrari HP           | Ferrari SF-24                     | Ferrari 066/12      | P     |
| 61          | Jack Doohan      | BWT Alpine F1 Team            | Alpine A524                       | Renault E-Tech RE24 | P     |
| 63          | George Russell   | Mercedes-AMG PETRONAS F1 Team | Mercedes-AMG F1 W15 E Performance | Mercedes-AMG F1 M15 | P     |
| 77          | Valtteri Bottas  | Stake F1 Team Kick Sauber     | Kick Sauber C44                   | Ferrari 066/12      | P     |
| 81          | Oscar Piastri    | McLaren Formula 1 Team        | McLaren MCL38                     | Mercedes-AMG F1 M15 | P     |
| Źródło: FIA |                  |                               |                                   |                     |       |

## Wyniki

### Najlepsze czasy sesji treningowych
| Sesja       | Nr | Kierowca       | Konstruktor      | Czas     | Okr. |
| ----------- | -- | -------------- | ---------------- | -------- | ---- |
| 1           | 4  | Lando Norris   | McLaren-Mercedes | 1:27,420 | 25   |
| 2           | 4  | Lando Norris   | McLaren-Mercedes | 1:26,549 | 26   |
| 3           | 63 | George Russell | Mercedes         | 1:37,529 | 22   |
| Źródło: FIA |    |                |                  |          |      |

### Kwalifikacje
| P                    | Nr | Kierowca         | Konstruktor                  | Czasy w kwalifikacjach | Czasy w kwalifikacjach | Czasy w kwalifikacjach | Poz. s. |
| P                    | Nr | Kierowca         | Konstruktor                  | Q1                     | Q2                     | Q3                     | Poz. s. |
| -------------------- | -- | ---------------- | ---------------------------- | ---------------------- | ---------------------- | ---------------------- | ------- |
| 1                    | 63 | George Russell   | Mercedes                     | 1:30,106               | 1:26,723               | 1:25,819               | 1       |
| 2                    | 44 | Lewis Hamilton   | Mercedes                     | 1:29,547               | 1:26,770               | 1:25,990               | 2       |
| 3                    | 4  | Lando Norris     | McLaren-Mercedes             | 1:31,596               | 1:26,559               | 1:26,030               | 3       |
| 4                    | 1  | Max Verstappen   | Red Bull Racing-Honda RBPT   | 1:31,342               | 1:26,796               | 1:26,203               | 4       |
| 5                    | 81 | Oscar Piastri    | McLaren-Mercedes             | 1:30,895               | 1:26,733               | 1:26,237               | 5       |
| 6                    | 27 | Nico Hülkenberg  | Haas-Ferrari                 | 1:31,929               | 1:26,847               | 1:26,338               | 6       |
| 7                    | 55 | Carlos Sainz Jr. | Ferrari                      | 1:30,557               | 1:26,843               | 1:26,509               | 7       |
| 8                    | 18 | Lance Stroll     | Aston Martin Aramco-Mercedes | 1:31,410               | 1:26,938               | 1:26,585               | 8       |
| 9                    | 23 | Alexander Albon  | Williams-Mercedes            | 1:31,135               | 1:26,933               | 1:26,640               | 9       |
| 10                   | 14 | Fernando Alonso  | Aston Martin Aramco-Mercedes | 1:31,264               | 1:26,730               | 1:26,917               | 10      |
| 11                   | 16 | Charles Leclerc  | Ferrari                      | 1:30,496               | 1:27,097               |                        | 11      |
| 12                   | 2  | Logan Sargeant   | Williams-Mercedes            | 1:31,608               | 1:27,175               |                        | 12      |
| 13                   | 22 | Yūki Tsunoda     | RB-Honda RBPT                | 1:30,994               | 1:27,269               |                        | 13      |
| 14                   | 24 | Zhou Guanyu      | Kick Sauber-Ferrari          | 1:31,190               | 1:27,867               |                        | 14      |
| 15                   | 3  | Daniel Ricciardo | RB-Honda RBPT                | 1:31,291               | 1:27,949               |                        | 15      |
| 16                   | 77 | Valtteri Bottas  | Kick Sauber-Ferrari          | 1:32,431               |                        |                        | 16      |
| 17                   | 20 | Kevin Magnussen  | Haas-Ferrari                 | 1:32,905               |                        |                        | 17      |
| 18                   | 31 | Esteban Ocon     | Alpine-Renault               | 1:34,557               |                        |                        | 18      |
| 19                   | 11 | Sergio Pérez     | Red Bull Racing-Honda RBPT   | 1:38,348               |                        |                        | PL      |
| 20                   | 10 | Pierre Gasly     | Alpine-Renault               | 1:39,804               |                        |                        | 19      |
| 107% czasu: 1:35,815 |    |                  |                              |                        |                        |                        |         |
| Źródło: FIA          |    |                  |                              |                        |                        |                        |         |

### Wyścig
| P           | Nr | Kierowca         | Konstruktor                  | Okr. | Czas                 | Poz. s. | +/−       | Punkty |
| ----------- | -- | ---------------- | ---------------------------- | ---- | -------------------- | ------- | --------- | ------ |
| 1           | 44 | Lewis Hamilton   | Mercedes                     | 52   | 1:22:27,059          | 2       | 1         | 25     |
| 2           | 1  | Max Verstappen   | Red Bull Racing-Honda RBPT   | 52   | +1,465               | 4       | 2         | 18     |
| 3           | 4  | Lando Norris     | McLaren-Mercedes             | 52   | +7,547               | 3       | Bez zmian | 15     |
| 4           | 81 | Oscar Piastri    | McLaren-Mercedes             | 52   | +12,429              | 5       | 1         | 12     |
| 5           | 55 | Carlos Sainz Jr. | Ferrari                      | 52   | +47,318              | 7       | 2         | 10+1   |
| 6           | 27 | Nico Hülkenberg  | Haas-Ferrari                 | 52   | +55,722              | 6       | Bez zmian | 8      |
| 7           | 18 | Lance Stroll     | Aston Martin Aramco-Mercedes | 52   | +56,569              | 8       | 1         | 6      |
| 8           | 14 | Fernando Alonso  | Aston Martin Aramco-Mercedes | 52   | +63,577              | 10      | 2         | 4      |
| 9           | 23 | Alexander Albon  | Williams-Mercedes            | 52   | +68,387              | 9       | Bez zmian | 2      |
| 10          | 22 | Yūki Tsunoda     | RB-Honda RBPT                | 52   | +79,303              | 13      | 1         | 1      |
| 11          | 2  | Logan Sargeant   | Williams-Mercedes            | 52   | +88,960              | 12      | 1         |        |
| 12          | 20 | Kevin Magnussen  | Haas-Ferrari                 | 52   | +90,153              | 17      | 5         |        |
| 13          | 3  | Daniel Ricciardo | RB-Honda RBPT                | 51   | +1 okrążenie         | 15      | 2         |        |
| 14          | 16 | Charles Leclerc  | Ferrari                      | 51   | +1 okrążenie         | 11      | 3         |        |
| 15          | 77 | Valtteri Bottas  | Kick Sauber-Ferrari          | 51   | +1 okrążenie         | 16      | 1         |        |
| 16          | 31 | Esteban Ocon     | Alpine-Renault               | 50   | +2 okrążenia         | 18      | 2         |        |
| 17          | 11 | Sergio Pérez     | Red Bull Racing-Honda RBPT   | 50   | +2 okrążenia         | PL      | 3         |        |
| 18          | 24 | Zhou Guanyu      | Kick Sauber-Ferrari          | 50   | +2 okrążenia         | 14      | 4         |        |
| NS          | 63 | George Russell   | Mercedes                     | 33   | NU (ciśnienie wody)  | 1       |           |        |
| NS          | 10 | Pierre Gasly     | Alpine-Renault               | 0    | NW (skrzynia biegów) | 19      |           |        |
| Źródło: FIA |    |                  |                              |      |                      |         |           |        |

### Najszybsze okrążenie
| Nr          | Kierowca         | Konstruktor | Czas     | Okr. |
| ----------- | ---------------- | ----------- | -------- | ---- |
| 55          | Carlos Sainz Jr. | Ferrari     | 1:28,293 | 52   |
| Źródło: FIA |                  |             |          |      |

### Prowadzenie w wyścigu
| Nr                              | Kierowca       | Konstruktor      | Okrążenia    | Suma |
| ------------------------------- | -------------- | ---------------- | ------------ | ---- |
| 63                              | George Russell | Mercedes         | 1–17         | 17   |
| 44                              | Lewis Hamilton | Mercedes         | 18–19, 40–52 | 15   |
| 4                               | Lando Norris   | McLaren-Mercedes | 20–27, 29–39 | 19   |
| 81                              | Oscar Piastri  | McLaren-Mercedes | 28           | 1    |
| \| Wykres \| \| ------ \| \| \| |                |                  |              |      |
| Źródło: FIA                     |                |                  |              |      |
| Wykres                          |                |                  |              |      |
|                                 |                |                  |              |      |

## Klasyfikacja po wyścigu

### Kierowcy
| P           | +/−       | Kierowca         | Zgł. | Punkty | P1 | P2 | P3 | PP | NO | NS | NU | NW |
| ----------- | --------- | ---------------- | ---- | ------ | -- | -- | -- | -- | -- | -- | -- | -- |
| 1           | Bez zmian | Max Verstappen   | 12   | 255    | 7  | 2  | –  | 8  | 2  | 2  | 2  | –  |
| 2           | Bez zmian | Lando Norris     | 12   | 171    | 1  | 4  | 2  | 1  | 1  | –  | 1  | –  |
| 3           | Bez zmian | Charles Leclerc  | 12   | 150    | 1  | 1  | 3  | 1  | 2  | 1  | 1  | –  |
| 4           | Bez zmian | Carlos Sainz Jr. | 11   | 146    | 1  | –  | 4  | –  | 1  | 1  | 1  | –  |
| 5           | 1         | Oscar Piastri    | 12   | 124    | –  | 2  | –  | –  | 1  | –  | –  | –  |
| 6           | 1         | Sergio Pérez     | 12   | 118    | –  | 3  | 1  | –  | –  | 2  | 2  | –  |
| 7           | Bez zmian | George Russell   | 12   | 111    | 1  | –  | 1  | 2  | 1  | 1  | 2  | –  |
| 8           | Bez zmian | Lewis Hamilton   | 12   | 110    | 1  | –  | 1  | –  | 2  | 1  | 1  | –  |
| 9           | Bez zmian | Fernando Alonso  | 12   | 45     | –  | –  | –  | –  | 2  | –  | –  | –  |
| 10          | 1         | Lance Stroll     | 12   | 23     | –  | –  | –  | –  | –  | 1  | 1  | –  |
| 11          | 1         | Nico Hülkenberg  | 12   | 22     | –  | –  | –  | –  | –  | 1  | 1  | –  |
| 12          | 2         | Yūki Tsunoda     | 12   | 20     | –  | –  | –  | –  | –  | 1  | 1  | –  |
| 13          | Bez zmian | Daniel Ricciardo | 12   | 11     | –  | –  | –  | –  | –  | 2  | 2  | –  |
| 14          | Bez zmian | Oliver Bearman   | 1    | 6      | –  | –  | –  | –  | –  | –  | –  | –  |
| 15          | Bez zmian | Pierre Gasly     | 12   | 6      | –  | –  | –  | –  | –  | 2  | 1  | 1  |
| 16          | Bez zmian | Kevin Magnussen  | 12   | 5      | –  | –  | –  | –  | –  | 1  | 1  | –  |
| 17          | 1         | Alexander Albon  | 12   | 4      | –  | –  | –  | –  | –  | 3  | 3  | –  |
| 18          | 1         | Esteban Ocon     | 12   | 3      | –  | –  | –  | –  | –  | 1  | 1  | –  |
| 19          | Bez zmian | Zhou Guanyu      | 12   | 0      | –  | –  | –  | –  | –  | 1  | 1  | –  |
| 20          | 1         | Logan Sargeant   | 11   | 0      | –  | –  | –  | –  | –  | 2  | 2  | –  |
| 21          | 1         | Valtteri Bottas  | 12   | 0      | –  | –  | –  | –  | –  | 1  | 1  | –  |
| Źródło: FIA |           |                  |      |        |    |    |    |    |    |    |    |    |

### Konstruktorzy
| P           | +/-       | Konstruktor                  | Zgł. | Punkty | P1 | P2 | P3 | PP | NO | NS | NU | NW |
| ----------- | --------- | ---------------------------- | ---- | ------ | -- | -- | -- | -- | -- | -- | -- | -- |
| 1           | Bez zmian | Red Bull Racing-Honda RBPT   | 24   | 373    | 7  | 5  | 1  | 8  | 2  | 3  | 3  | –  |
| 2           | Bez zmian | Ferrari                      | 24   | 302    | 2  | 1  | 7  | 1  | 3  | 2  | 2  | –  |
| 3           | Bez zmian | McLaren-Mercedes             | 24   | 295    | 1  | 6  | 2  | 1  | 2  | –  | 1  | –  |
| 4           | Bez zmian | Mercedes                     | 24   | 221    | 2  | –  | 2  | 2  | 3  | 2  | 3  | –  |
| 5           | Bez zmian | Aston Martin Aramco-Mercedes | 24   | 68     | –  | –  | –  | –  | 2  | 1  | 1  | –  |
| 6           | Bez zmian | RB-Honda RBPT                | 24   | 31     | –  | –  | –  | –  | –  | 3  | 3  | –  |
| 7           | Bez zmian | Haas-Ferrari                 | 24   | 27     | –  | –  | –  | –  | –  | 2  | 2  | –  |
| 8           | Bez zmian | Alpine-Renault               | 24   | 9      | –  | –  | –  | –  | –  | 3  | 2  | 1  |
| 9           | Bez zmian | Williams-Mercedes            | 23   | 4      | –  | –  | –  | –  | –  | 5  | 5  | –  |
| 10          | Bez zmian | Kick Sauber-Ferrari          | 24   | 0      | –  | –  | –  | –  | –  | 2  | 2  | –  |
| Źródło: FIA |           |                              |      |        |    |    |    |    |    |    |    |    |